# 三明治鿳
三明治鿳又稱三明治舵魚，為輻鰭魚綱日鱸目鿳科鿳屬的其中一種，傳統上屬於鱸形目。
本魚分布於夏威夷群島海域，本魚體色銀灰色，棕色鱗片邊緣，使身體具有縱向線紋，棲息在沿岸礁石區，成群活動，以藻類為食。